# Gyazhugling
Gyazhugling (kinesiska: 甲竹林, 甲竹林镇) är en köping i Kina. Den ligger i den autonoma regionen Tibet, i den sydvästra delen av landet, omkring 46 kilometer sydväst om regionhuvudstaden Lhasa. Antalet invånare är 8459. Befolkningen består av 4 122 kvinnor och 4 337 män. Barn under 15 år utgör 19,0 %, vuxna 15-64 år 75 %, och äldre över 65 år 4,0 %.
Genomsnittlig årsnederbörd är 772 millimeter. Den regnigaste månaden är juli, med i genomsnitt 235 mm nederbörd, och den torraste är januari, med 1 mm nederbörd.